# Godzimierz (Couïavie-Poméranie)
Godzimierz [ɡɔˈd͡ʑimjɛʂ] (allemand : Friedrichsgrün) est un village de la gmina Szubin dans la powiat de Nakło situé dans la voïvodie de Couïavie-Poméranie au centre-nord de la Pologne. Il se trouve à environ 6 km au nord de Szubin, 12 km au sud-est de Nakło nad Notecią et à 20 km à l'ouest de Bydgoszcz.